# Шахівська сільська територіальна громада
Шахівська сільська територіальна громада (до 2016 року — Октябрська) — територіальна громада в Україні, в Покровському районі Донецької області. Адміністративний центр — село Шахове.
Територія громади належить до історичної Краматорської землі.
Площа громади — 231,76 км², населення — 2909 мешканців (2018).
Утворена 27 липня 2015 року шляхом об'єднання Никанорівської, Новоторецької та Октябрської сільських рад Добропільського району.

## Історія
Див. також: Казено-Торсько-Олексіївська волость

## Уродженці громади
- Чернявський Микола Федорович -  український поет, педагог і земський діяч. Голова Української Хати і Просвіти у Херсоні. Автор першої україномовної збірки поезії "Донецькі Сонети" надрукованої в Донбасі у 1898 році у Бахмуті.
- Фенін Олександр Іванович -  гірничий інженер, промисловець, державний діяч, з 1907 по 1919 рік заступник голови Ради З'їздів Гірничопромисловців Півдня росії, керуючий відділом торговлі і промисловості при Особливій нараді при Головнокомандуючому ЗСПР у 1919 році, декан при Вищій гірничій академії Пшимбрамі.

## Населені пункти
До складу громади входять 22 населених пунктів — 20 сіл і 2 селища:
| Населений пункт  | Населення (2015) |
| ---------------- | ---------------- |
| Шахове           | 780              |
| Володимирівка    | 675              |
| Новоторецьке     | 520              |
| Заповідне        | 339              |
| Торецьке         | 290              |
| Маяк             | 165              |
| Нове Шахове      | 141              |
| Коптєве          | 88               |
| Панківка         | 84               |
| Бойківка         | 75               |
| Дорожнє          | 63               |
| Іванівка         | 57               |
| Вільне           | 54               |
| Суворове         | 53               |
| Веселе           |                  |
| Грузьке          |                  |
| Золотий Колодязь |                  |
| Кучерів Яр       |                  |
| Лідине           |                  |
| Мар'ївка         |                  |
| Новотроїцьке     |                  |
| Петрівка         |                  |